# よしもと丼
『よしもと丼』（よしもとどんぶり）は、2008年5月4日から同年9月21日まで読売テレビ (ytv) で放送されていたトークバラエティ番組である。放送時間は毎週日曜 13:05 - 13:30 （日本標準時）。
この項目では、同年11月16日から2009年3月29日まで同局で放送されていた後継番組『京橋花月丼』についても触れる。

## 内容・特徴

### よしもと丼
この当時は毎回吉本興業のお笑い芸人たちが楽屋に集まり、1つのテーマを基にトークを繰り広げるという内容だった。本番組には固定の司会者はおらず、トークのテーマは前回の出演芸人のいずれか1人が決めていた。
この番組は、系列局の山口放送でも不定期放送されていた。同局では主に土曜 9:25 - 9:50に放送されていたが、2008年11月1日放送分と11月8日放送分のような例外もある。

### 京橋花月丼
番組は2008年9月21日の放送を最後に放送休止状態に入り、以後しばらくはうめだ花月（同年10月31日閉館）の中継番組『花月漫才王』の再放送で繋いでいたが、同年11月16日に『京橋花月丼』と改題リニューアルして復活した。
復活以後は、京橋花月（同年11月28日オープン）で行われる漫才ライブの模様を放送。また、お笑い芸人たちが京橋花月館内と京橋駅周辺地域をリポートする企画も行っていた。オープン翌日の11月29日（土曜） 14:55 - 16:55には、京橋花月で行われる吉本新喜劇（座長：小籔千豊）とお笑いコンビ6組による漫才ライブの生中継特番『祝!オープン!よしもと京橋花月丼!特盛生SP』を放送。『よしもと丼』時代と同様に、本番組にも固定の司会者はいなかったが、前述の特番では山崎邦正（現・月亭方正）が司会を務めた。
この番組は、系列局の西日本放送でも不定期放送されていた。同局では主に木曜 16:28 - 16:53に放送されていたが、2008年12月13日放送分のような例外もある。

## スタッフ

### 番組終了時のスタッフ
- ナレーター：本野大輔（ytvアナウンサー）
- 構成：森、京都市行
- 技術：北條吉彦 (ytv)
- ディレクター：中埜勝之、関典明 (ytv) 、汐口武史
- プロデューサー：薮内美賀、岩田紀子（よしもとクリエイティブ・エージェンシー）
- チーフプロデューサー：妹尾和己 (ytv)
- 制作協力：よしもとクリエイティブ・エージェンシー
- 製作著作：ytv

### 途中まで参加していたスタッフ
- プロデューサー：八田隆（ワイズビジョン）、松永容樹（よしもとクリエイティブ・エージェンシー）
- チーフプロデューサー：武野一起、西田二郎 (ytv)
- 制作協力：ワイズビジョン